# Mlýn z Homole u Panny
Mlýn z Homole u Panny (Schäl Mühle, Schelmühle) v Týništi u Zubrnic v okrese Ústí nad Labem je vodní mlýn, který stojí na Lučním potoce. Od roku 2002 je chráněn jako nemovitá kulturní památka České republiky.

## Historie
Mlýn je poprvé písemně zmíněn roku 1628. V roce 1710 je připomínána pila a lisovna oleje. Lisovna ukončila provoz na přelomu 19. a 20. století, mlýn během 1. světové války a pila na konci 40. let 20. století. Celý areál včetně obytné a hospodářské budovy byl demolován v roce 1968.
Na původním suterénním zdivu mlýna byla transferována budova mlýna z Homole u Panny a uvnitř transferována technologie z mlýna v Hamrech u Hlinska. Suterénní zdivo pily a olejny je odkryto a mlýn je zpřístupněn jako ukázka malého uměleckého složení v rámci Skanzenu Zubrnice.

## Popis
Mlýnice a dům stojí samostatně, budovy jsou částečně roubené a zděné.
Voda na vodní kolo vede náhonem od opraveného dřevěného jezu v Lučním potoce. Přes zrekonstruované stavidlo teče voda původním náhonem do rozdělovacího objektu, kde se připojuje voda z jalového přepadu a odtoku mlýna Týniště 27 a z Týnišťského potoka. Poté pokračuje okolo jezu s přepadem do Lučního potoka přes regulační stavidlo náhonem do akumulační nádrže mlýna. Zde je jalový přepad řešen v nejnižším místě požerákem a výstup do lednice uzavíracím čepem ve dně. Z lednic mlýna a pily s olejnou je voda odváděna podzemním kanálem s překladovými lomovými kameny.
Původně měl mlýn tři vodní kola na vrchní vodu (pro mlýn, pilu a olejnu). Pro pilu je k roku 1930 uváděno jedno kolo na svrchní vodu (hltnost 0,067 m³/s, spád 5,15 m, výkon 3 HP).